# Dendropanax trifidus
Dendropanax trifidus là một loài thực vật có hoa trong Họ Cuồng cuồng. Loài này được (Thunb.) Makino ex H.Hara mô tả khoa học đầu tiên năm 1940.